# 395141 Césarmanrique
395141 Césarmanrique è un asteroide della fascia principale. Scoperto nel 2010, presenta un'orbita caratterizzata da un semiasse maggiore pari a 2,3572865 au e da un'eccentricità di 0,1655216, inclinata di 6,37052° rispetto all'eclittica.